# Геронтопсихологія
Геронтопсихоло́гія — розділ геронтології та вікової психології, що займається вивченням психіки людей похилого віку. Формування як окремої дисципліни відзначено в другій половині XX століття.

## Предмет
Вивчає особливості взаємозв'язку загального фізіологічного процесу старіння та психологічного стану людини в період похилого віку. Одним з основних предметів вивчення геронтопсихології є особистісне зрушення людини після зміни звичного характеру діяльності, викликаного природним старінням організму.

## Мета
Метою геронтопсихології є продовження активної життєвої діяльності людини в процесі старіння.